# Franz Ludwig von Helmstatt

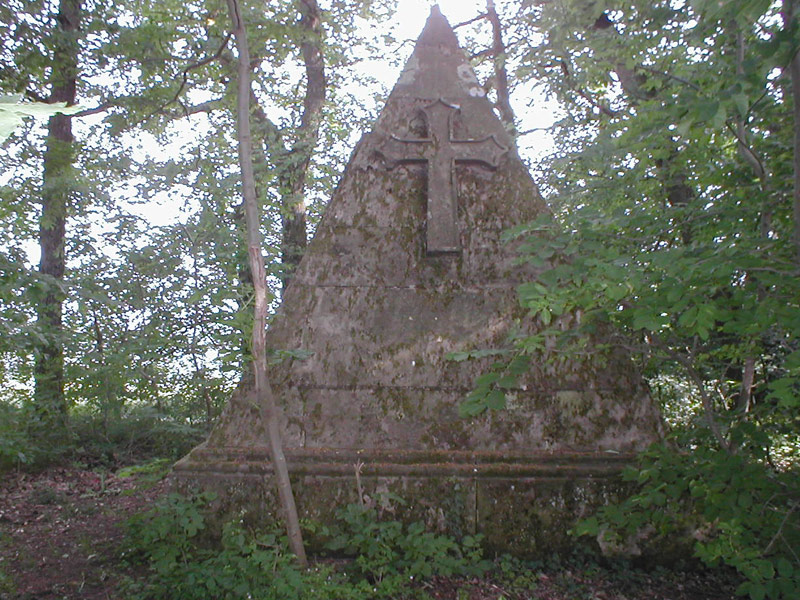
Die Grabpyramide von Franz Ludwig von Helmstatt beim Finkenhof nahe Hochhausen

Franz Ludwig von Helmstatt (* 1752 in Hochhausen; † 1841) entstammte dem Oberöwisheim-Hochhausener Ast der Herren von Helmstatt. Durch Adoption und seinen in Frankreich erworbenen Grafentitel gelang es ihm, das gesamte Erbe der verzweigten Familie von Helmstatt anzutreten. Über seinem Grab nahe dem Finkenhof bei Hochhausen befindet sich eine 1844 errichtete markante Grabpyramide.

## Leben
Der Sohn von Damian Hugo von Helmstatt (1719–1782) und Isabella von Knöringen trat früh als Page bei Marie-Antoinette in französische Dienste. Bereits 1771 hatte er ein Kapitänspatent und stieg später bis zum Maréchal de camp auf. 1773 wurde er von dem kinderlosen Bleickart Maximilian Augustin von Helmstatt (1728–1802), der den Mörchinger Grafentitel besaß, adoptiert und zu dessen Erben eingesetzt. Ab 1774 war er mit Prinzessin Caroline de Broglie (1754–1795) verheiratet und erhielt anlässlich der Hochzeit die Titel seines Adoptivvaters, darunter den „Comte de Morhange“ (Graf von Mörchingen), wodurch die Oberöwisheimer Zweig in den Besitz des Grafentitels kam. Bei Ausbruch der Revolution 1789 mussten Franz Ludwig und Bleickart Maximilian Augustin aus Frankreich flüchten. Nach dem Tod Bleickard Maximilians erbte Franz Ludwig die Durcastler und Hingsinger Besitztümer, wobei die lothringischen Güter vom französischen Staat vorübergehend konfisziert worden waren. Die endgültige Regelung des Erbes, speziell im Hinblick auf die Besitztümer im Kraichgau, zog sich gerichtlich bis 1836 hin. Mit seinem lothringischen Adelstitel war er den deutschen Verwandten überlegen, die ihre Reichsunmittelbarkeit 1806 eingebüßt hatten. Aufgrund seines katholischen Glaubens musste er bei Antritt des Erbes in Hochhausen, wo er 1815 eine katholische Kapelle errichten ließ, den protestantischen Bürgern Religionsfreiheit garantieren. Mit dem in Hochhausen geborenen Franz Ludwig wurde aus dem Oberöwisheimer Ast der Hochhausener Ast, der das gesamte Erbe der Familie antrat. Auf Franz Ludwig geht teilweise auch die Modernisierung des Neckarbischofsheimer Stadtbildes zurück. So verkaufte er um 1825 die nach dem Abriss der Stadtmauer nicht mehr benötigten Stadttore von Bischofsheim. 1829 ließ er nach Abriss des „Neuen Steinhauses“ an dessen Stelle das „Neue Schloss“ errichten. 1835 erwarb er außerdem das Wasserschloss in Eicholzheim. Bereits 1812 hatte er den Finkenhof bei Hochhausen erworben, wo er heute unter einer von seinen Enkeln 1844 errichteten, markanten Grabpyramide begraben liegt.
Er hatte einen Sohn, August Raban von Helmstatt (1776–1842), der jedoch bereits ein Jahr nach ihm starb. Dessen Söhne Karl Ludwig von Helmstatt zu Hochhausen (1807–1868) und Maximilian von Helmstatt (1810–1893) teilten die Besitztümer wieder in eine Bischofsheimer Linie und eine Hochhausener Linie auf.